# 国有林野事業特別会計
国有林野事業特別会計（こくゆうりんやじぎょうとくべつかいけい）とは、かつて存在した国有林野事業を経理する特別会計である。特別会計に関する法律（以下、特別会計法）にもとづき設置され、農林水産大臣によって管理されていた。2012年度をもって廃止された。

## 概説
国有林野事業は「国有林野の有する公益的機能の維持増進を基本としつつ企業的に運営し、その健全な発達に資するため、」特別会計法によって一般会計とは区分して経理されている（特別会計法第158条）。1947年の成立から2008年度までは国有林野事業特別会計法（以下、国有林特会法）が根拠法であったが、国有林特会法は2009年4月1日をもって廃止され、他の特別会計の設置法とともに現在の特別会計法に統合された。その際、国有林特会法の規定は特別会計法の「第2章第12節 国有林野事業特別会計」（第158〜171条）に移行した。
1947年の国有林事業特別会計法制定によって設置された。その際、国有林資源の保続のため、蓄積経理とよばれる国有林野事業独特の会計方式が採用された。国有林野事業はその後およそ10年間は保続原則に基づく経営が続いたが、木材需要の増大、とくにパルプ産業の要請に応えるため1958年より増伐政策が採られるようになり、蓄積経理方式は形骸化していった。
1970年代に入ると、奥地森林開発の制限や木材輸入自由化などの影響で、増伐政策のもとで拡大した事業体を支えきれなくなり、特別会計の収支は急激に悪化し始める。そこで1973年、財政投融資による長期借入金を借り入れられるように、ついに蓄積経理方式は廃止され、代わりに企業会計原則方式が導入された。以後、4次にわたり経営改善計画が組まれたが経営収支は好転することなく債務は増大し続け、1998年には累積債務が3兆8000億円に達した。
ここに至り政府は1998年に「国有林野事業の改革のための特別措置法」を成立させた。これにより累積債務3兆8000億円のうち2兆8000億円を一般会計に移し、残りの1兆円を2048年度までに返済することになった。また、従来の独立採算制から公益林の管理経費を一般会計から恒常的に受け入れる制度に移行。さらに集中改革期を通して、素材生産や造林などの直傭作業の完全民間委託化や人員整理等の合理化が進められた。結果、2006年度以降新規借入金はゼロとなっている。ただし、2008年現在、依然として累積債務は1兆3000億円残されている。

## 廃止
2006年に成立した行政改革推進法は、国有林野事業について、その一部を独立行政法人（独法）に移管した上で、国有林野特会は一般会計へ統合することを内閣が2010年度（平成22年度）末までに検討するものとした（第28条および第50条）。これを受けて福田康夫内閣は2008年6月30日、国有林野事業の定員を2010年度までに「人工林の整備、木材販売等の業務の非公務員型独立行政法人への移行により1,970人を純減」することを閣議決定した。
国有林野特会の一般会計への統合と一部事業の独法移管という改革案は、林野庁によってさらに具体化され、2009年2月、行政改革推進法にもとづき内閣に設置された行政改革推進本部における会議にて提示された。国有林野事業のうち人工林の整備および木材販売業務を、林野庁の森林国営保険および森林総合研究所の水源林造成事業と共に、新設する一つの独立行政法人へ移管し、国有林野事業特別会計は廃止・一般会計へ統合するというものであった。国有財産としての国有林野の管理、保全および治山事業等は引き続き国（林野庁）が行い、これらは一般会計によって経理される。
ところが、2009年8月の第45回衆議院議員総選挙により、自民党・公明党から民主党を中心とする連立内閣に政権が交代すると、特会廃止後の国有林野事業の実施主体をめぐる方針は、一部独立行政法人化から、全体の一般会計化へと転換されることになった。民主党は総選挙に際して、「国有林野事業特別会計を廃止し、その組織・事業の全てを一般会計で取り扱う」ことを公約していた。2009年12月25日、農林水産省（赤松広隆大臣）は「森林・林業再生プラン」を公表し、この中で国有林野事業全体を一般会計に移行させることを検討するとした。また、鳩山由紀夫内閣は同じ日に「独立行政法人の抜本的見直しについて」を閣議決定し、国有林野事業の一部独立行政法人化は凍結することになった。「抜本的見直しについて」は「関連事項」として、2008年6月に福田内閣が閣議決定した「国の行政機関の定員の純減について」に定められていた行政機関の定員純減目標数から、森林管理関係における人工林の整備、木材販売等の業務を非公務員型独立行政法人に移行することに係る純減数（2,041人）を除くことを明らかにしていた。
2010年10月に行われた行政刷新会議の「事業仕分け」では、国有林野事業特別会計も俎上にのぼった。「ワーキンググループB」（長妻昭ほか）は林野庁の示した改革案と同様に国有林野事業特別会計を「一部廃止し、一般会計化する」、「負債は区分経理して国民負担を増やさない」との評価結果を出した。2011年7月、菅第2次改造内閣は「森林・林業基本計画」の変更を閣議決定した。これによると国有林野事業は「債務を区分経理した上で、組織・事業の全てを一般会計に移行することを検討」。森林保険特別会計については、上の行政刷新会議事業仕分けの評価結果を踏まえ、具体的な検討を進めるとした。
鹿野道彦大臣の諮問を受けて、2011年1月から国有林野事業の経理について検討を続けてきた林政審（国有林野部会）は、同年12月16日に「今後の国有林野の管理経営のあり方について」を答申した。答申は、今後の国有林野事業の経理区分のあり方について、「企業性を基とする企業特別会計ではなく、一般会計において一体的に実施することが適当である。また、立木等の資産や組織・職員についても、すべて一体的に一般会計に帰属させるべきである」と結論した。また国有林野特会の債務は新設する債務返済に特化した特別会計に継承させ、今後も林産物収入によって返済を進めるとの見通しを示した。
この答申に沿って「国有林野の有する公益的機能の維持増進を図るための国有林野の管理経営に関する法律等の一部を改正する等の法律案」が策定され、2012年3月2日、野田第1次改造内閣が閣議決定、同日中に第180回国会に提出した。国有林野特会の負担に属する債務を継承する新しい特別会計は「国有林野事業債務管理特別会計」である。法案は2012年4月16日に参議院、6月21日に衆議院でともに全会一致で可決された。一部の規定を除いて2013年4月1日から施行された。

## 収支
2009年度（平成21年度）の収支は以下のとおり（単位:億円、端数は四捨五入）。
- 収入 - 4980（前年比391）。
  - 林産物等収入 - 204（－23）
  - 林野等売払代 - 47（－2）
  - 貸付料等収入 - 62（0）
  - 一般会計より受取 - 2151（250）
  - 地方公共団体工事費負担金収入 - 47（12）
  - 借入金 - 2470（155）
    - 新規借入金 - 0円（0）
    - 借換借入金 - 2470（155）

- 支出 - 合計4907（前年比406）。
  - 人件費 - 607（－39）
  - 森林整備費 - 824（205）
  - 事業費 - 154（20）
  - 利子・償還金 - 2681（130）
  - 交付金等 - 57（－4）
  - 治山事業 - 584（94）